# Netterden

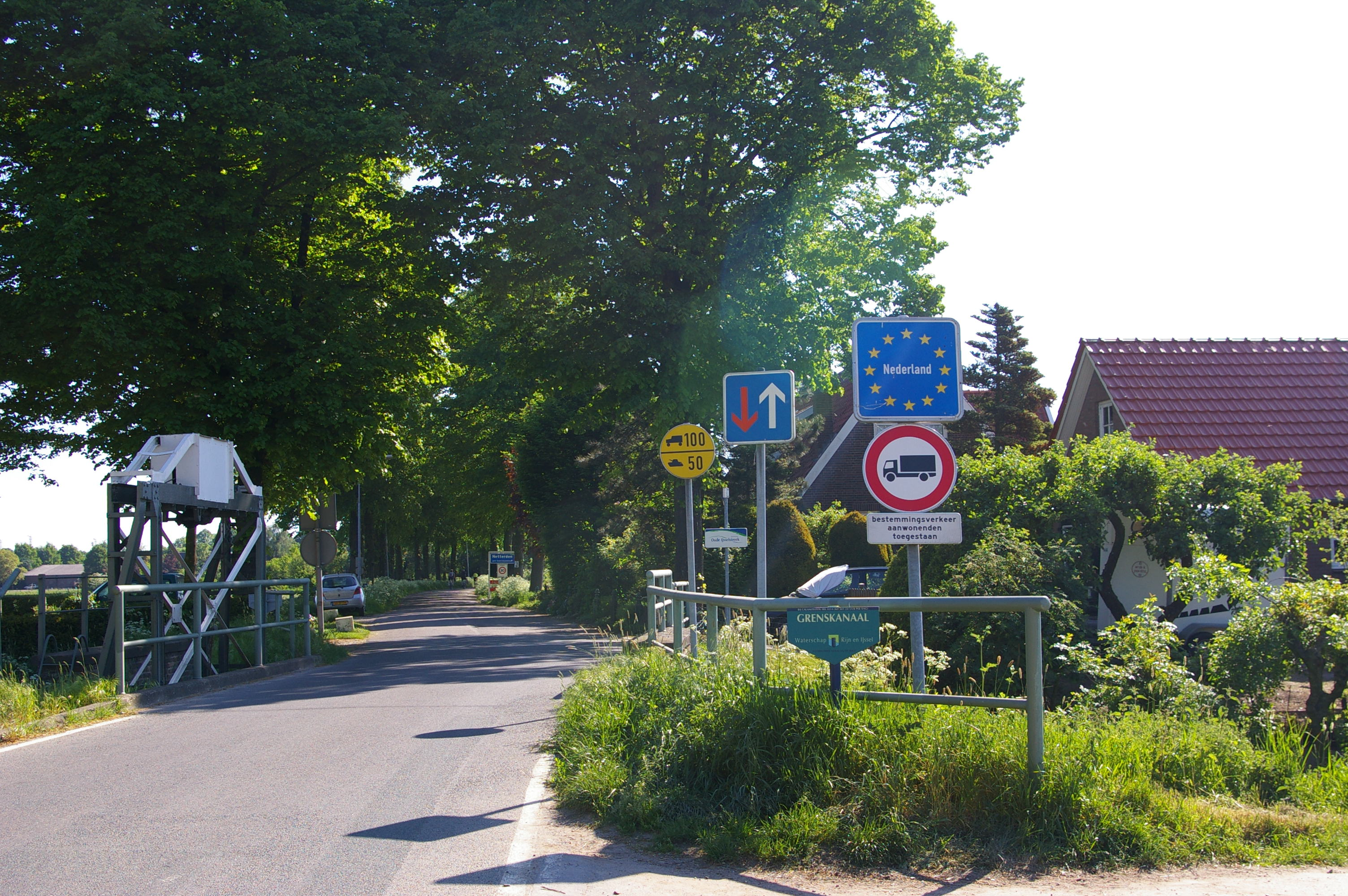
Grensovergang bij Netterden

Netterden is een Nederlands dorp en voormalig gemeente gelegen in de Gelderse regio Liemers, in de gemeente Oude IJsselstreek.   Tot aan de gemeentelijke herindeling hoorde het tot de voormalige gemeente Gendringen. Netterden ligt direct aan de landsgrens met Duitsland. Juist aan de andere kant van de landsgrens en het Netterdensch Kanaal ligt de buurtschap Klein-Netterden, behorend tot de stad Emmerik.

## Geschiedenis

### Romeinse tijd
Van groot belang voor het ontstaan van Netterden was de oosttak van de Rijn, die liep van Wesel, via Megchelen en Netterden naar Elten. De Romeinen bouwden deze oosttak uit tot een natuurlijke versterkte grens.
Daartoe lieten zij langs deze Oost-Rijn een brede strook ondoordringbaar kreupelhout groeien, die op gunstige plaatsen door militaire wachtposten, de z.g. “regnieten“ werd versterkt. Deze regnieten bouwden zij in o.a. Dornick, Emmerik, Netterden, Megchelen en Anholt, onderling verbonden door verbindingswegen, die in later eeuwen werden gebruikt als handelswegen. Aan deze wegen vonden plaatsen als Dinxperlo, Praest en Vrasselt hun oorsprong.
Aangezien tussen Oost-Rijn en Oude IJssel geen natuurlijke bescherming aanwezig was, lieten de Romeinen tussen Anholt en Megchelen een verbindingskanaal graven, dat in de landweer werd opgenomen. Van dit kanaal rest nog slechts een sloot. De Netterdense regniet was gelegen aan de Oost-Rijn tegenover het huidige dorp Netterden, in de Hetter. Na het vertrek van de Romeinen, rond 375 na Chr., verloren de regnieten en ook de Oost-Rijn als landweer hun militair-strategische betekenis.

### Middeleeuwen
De Oost-Rijn behield wel zijn betekenis als scheepvaartweg. Aan beide zijden van het stroomgebied ervan vestigden zich Keltische en Germaanse volksstammen als de Chamaven, de Usipeti, de Tencteren en de Menapii. Na 400 vestigden de Hattuariërs zich in deze streken. In 697 bezocht Sint Willibrord als missionaris Emmerik en liet er een kerk bouwen. Vanuit Emmerik werd de omgeving tot het christendom bekeerd.
Het gebied der Hattuariërs werd tijdens het bewind van Keizer Karel de Grote tot Hettergouw verheven. Deze Hettergouw werd in kerkelijk-bestuurlijk opzicht in het jaar 837 in tweeën gesplitst. Het noordelijke gedeelte, waaronder Emmerik en Netterden, viel onder het bisdom Utrecht, hetgeen in latere eeuwen van grote invloed zou zijn op de historische ontwikkeling van Netterden.
De naam Hattuari verbasterde tot de naam De Hetter. In 1130 is er voor het eerst
sprake van Etteren als naam voor het dorp Netterden. Het gebruik van tufsteen in de Sint-Walburgiskerk suggereert een bouwgeschiedenis die teruggaat tot in de 12e eeuw.
In 1227 lag de stad Emmerik nog niet aan de Rijn. Daarom liet het stadsbestuur van Emmerik een kanaal graven in de richting van Doornik om een verbinding te krijgen met de Rijn. Economisch gezien was dit een schot in de roos, maar voor het waterbeheer een ramp. In 1227 overspoelde een vloedgolf Emmerik en verdween de halve stad in de golven. Door deze rampzalige watervloed veranderde de loop van de Rijn. De Oost-Rijn verzandde en de Hetter veranderde in moerasgebied (Hetter-Millinger Bruch). Ter afwatering van de Hetter werd rond 1400 een verbindingskanaal gegraven tussen de Netterdense landweer en de Rijn bij Emmerik. Dit kanaal deed tot ongeveer 1650 dienst als scheepvaartverbinding tussen Emmerik, Netterden en Anholt. Ondertussen was de naam van de Oost-Rijn veranderd in Landweer of Lander.

### Nieuwe Tijd
In 1344 is er reeds sprake van een parochie in Netterden. Deze kerk viel zoals zo vele tijdens de reformatie in gereformeerde handen. Mede door gebrek aan predikanten is het niet gelukt de Netterdense bevolking voor de nieuwe religie te winnen. De Sint-Walburgiskerk is in 1800 aan de rooms-katholieken teruggegeven en werd toen grondig gerestaureerd.
Vermeldenswaard is dat bij decreet van Keizer Napoleon van 21 oktober 1811 Netterden tot zelfstandige gemeente (schoutambt) werd verheven en dat dit schoutambt was samengesteld uit de dorpen Megchelen en Netterden, alsmede de buurten Borghees, Leegmeer, Speelberg, Wals, Wieken en Milt. Na het Congres van Wenen kreeg Pruisen in 1816 de buurtschappen Borghees, Leegmeer, Speelberg en Klein-Netterden. Op 1 januari 1821 werd de gemeente opgeheven en samengevoegd met de eveneens opgeheven gemeenten 's-Heerenberg en Zeddam tot de nieuwe gemeente Bergh.
Een belangrijk sociaal bindmiddel wordt in Netterden sinds de Middeleeuwen gevormd door het St. Walburgisgilde.